# Gambart (cráter)

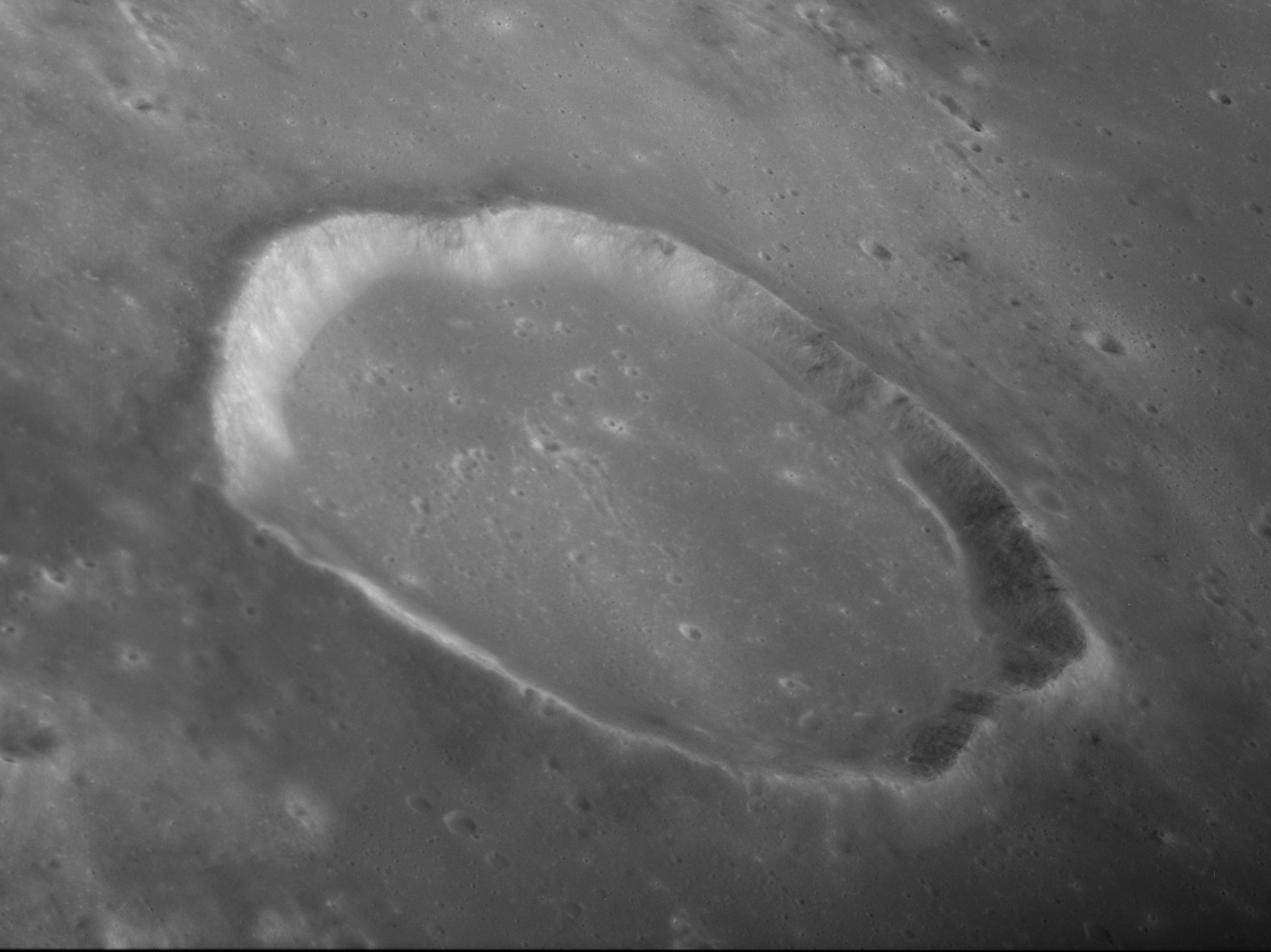
Fotografía de la misión Apolo 12

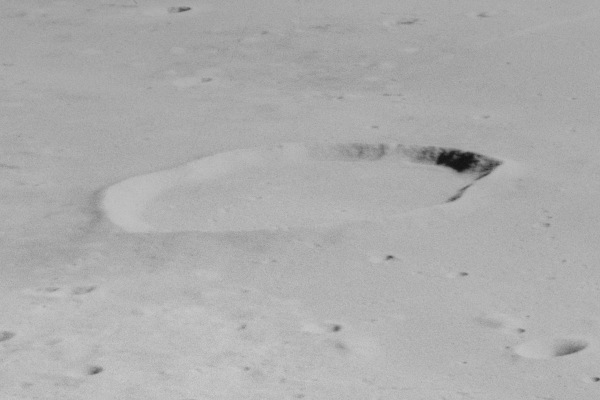
Fotografía de la misión Apolo 16

Gambart es un pequeño cráter de impacto situado en el Mare Insularum, cerca de la región central de la Luna. Puede ser ubicado al sur-sureste del prominente cráter Copernicus, dentro de su sistema radial. En el pasado, el suelo de Gambart fue inundado por la lava, dejando una superficie relativamente plana rodeada por un borde exterior liso, pero con una forma ligeramente poligonal. Al sudoeste de Gambart aparece un área de terreno montañoso formado a partir de material expulsado durante el impacto que originó el Mare Imbrium, conocida como la Formación Fra Mauro.
El cráter más pequeño Gambart C se encuentra al noreste de Gambart. Aproximadamente entre Gambart y Gambart C se localiza un domo, un tipo de volcán en escudo.
La sonda Surveyor 2 se estrelló al noreste de Gambart C.

## Cráteres satélite
Por convención estos elementos son identificados en los mapas lunares poniendo la letra en el lado del punto medio del cráter que está más cerca de Gambart.
|         | \| Gambart \| Coordenadas \| Diámetro \| \| ------- \| ---------------------------- \| -------- \| \| A \| 1°00′N 18°42′O / 1.0, -18.7 \| 12 km \| \| B \| 2°12′N 11°30′O / 2.2, -11.5 \| 11 km \| \| C \| 3°18′N 11°48′O / 3.3, -11.8 \| 12 km \| \| D \| 3°24′N 17°42′O / 3.4, -17.7 \| 6 km \| \| E \| 1°00′N 17°12′O / 1.0, -17.2 \| 4 km \| \| F \| 0°06′N 16°54′O / 0.1, -16.9 \| 5 km \| \| G \| 1°54′N 12°00′O / 1.9, -12.0 \| 6 km \| \| H \| 3°12′N 10°36′O / 3.2, -10.6 \| 4 km \| \| J \| 0°42′S 18°12′O / -0.7, -18.2 \| 7 km \| \| K \| 3°54′N 14°12′O / 3.9, -14.2 \| 4 km \| \| L \| 3°18′N 15°18′O / 3.3, -15.3 \| 4 km \| \| M \| 5°24′N 11°42′O / 5.4, -11.7 \| 4 km \| \| N \| 0°30′S 14°54′O / -0.5, -14.9 \| 5 km \| \| R \| 0°36′S 20°48′O / -0.6, -20.8 \| 4 km \| \| S \| 0°06′S 13°12′O / -0.1, -13.2 \| 3 km \| |          |
| Gambart | Coordenadas | Diámetro |
| A       | 1°00′N 18°42′O / 1.0, -18.7 | 12 km    |
| B       | 2°12′N 11°30′O / 2.2, -11.5 | 11 km    |
| C       | 3°18′N 11°48′O / 3.3, -11.8 | 12 km    |
| D       | 3°24′N 17°42′O / 3.4, -17.7 | 6 km     |
| E       | 1°00′N 17°12′O / 1.0, -17.2 | 4 km     |
| F       | 0°06′N 16°54′O / 0.1, -16.9 | 5 km     |
| G       | 1°54′N 12°00′O / 1.9, -12.0 | 6 km     |
| H       | 3°12′N 10°36′O / 3.2, -10.6 | 4 km     |
| J       | 0°42′S 18°12′O / -0.7, -18.2 | 7 km     |
| K       | 3°54′N 14°12′O / 3.9, -14.2 | 4 km     |
| L       | 3°18′N 15°18′O / 3.3, -15.3 | 4 km     |
| M       | 5°24′N 11°42′O / 5.4, -11.7 | 4 km     |
| N       | 0°30′S 14°54′O / -0.5, -14.9 | 5 km     |
| R       | 0°36′S 20°48′O / -0.6, -20.8 | 4 km     |
| S       | 0°06′S 13°12′O / -0.1, -13.2 | 3 km     |

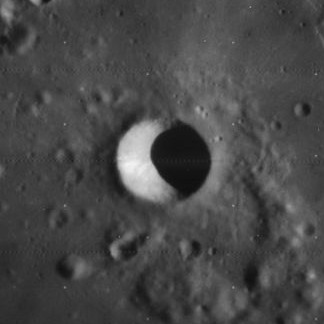
Gambart A. Fotografía de la misión Lunar Orbiter 4 (1967)
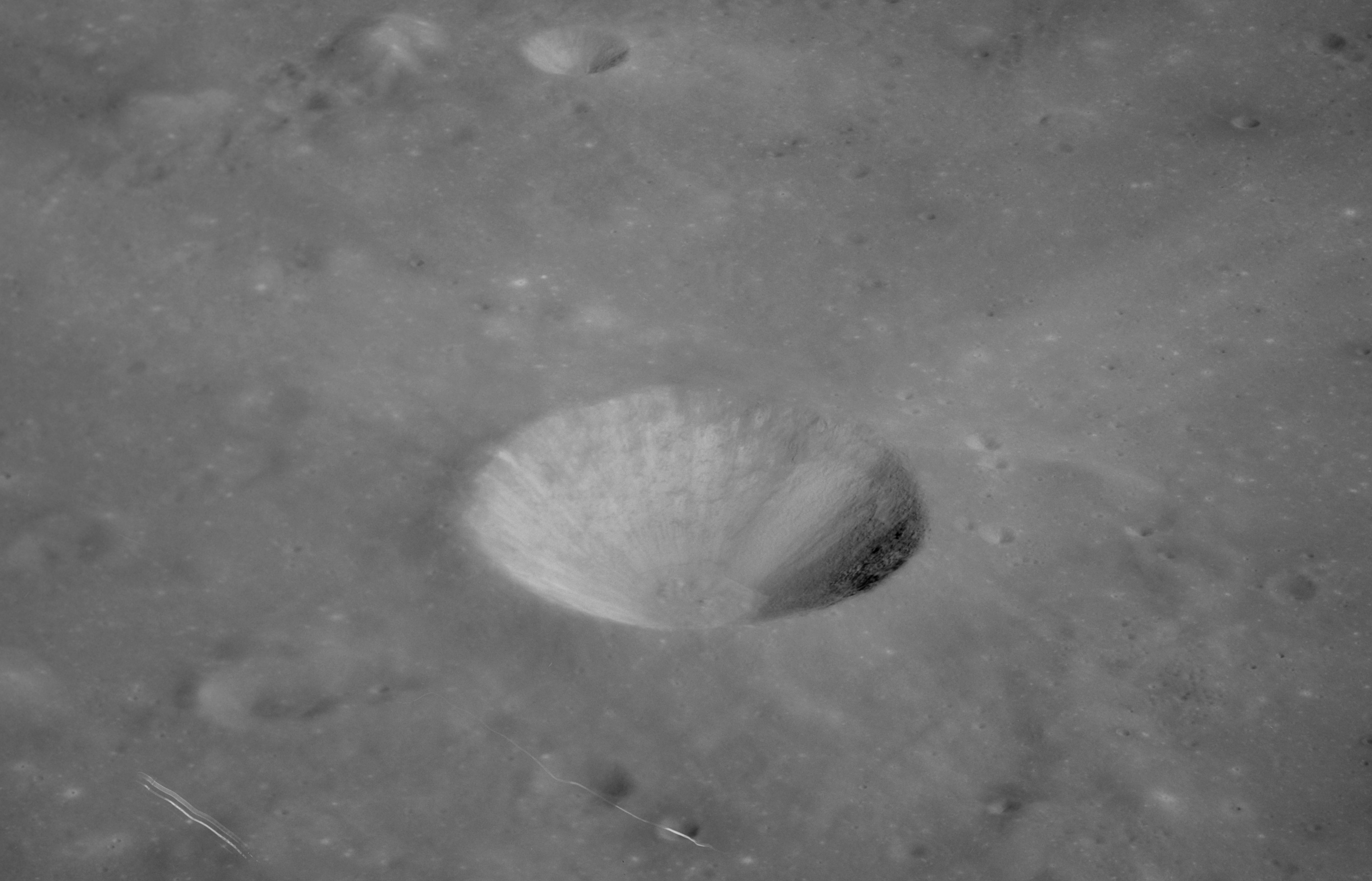
Gambart A. Fotografía de la misión Apolo 12
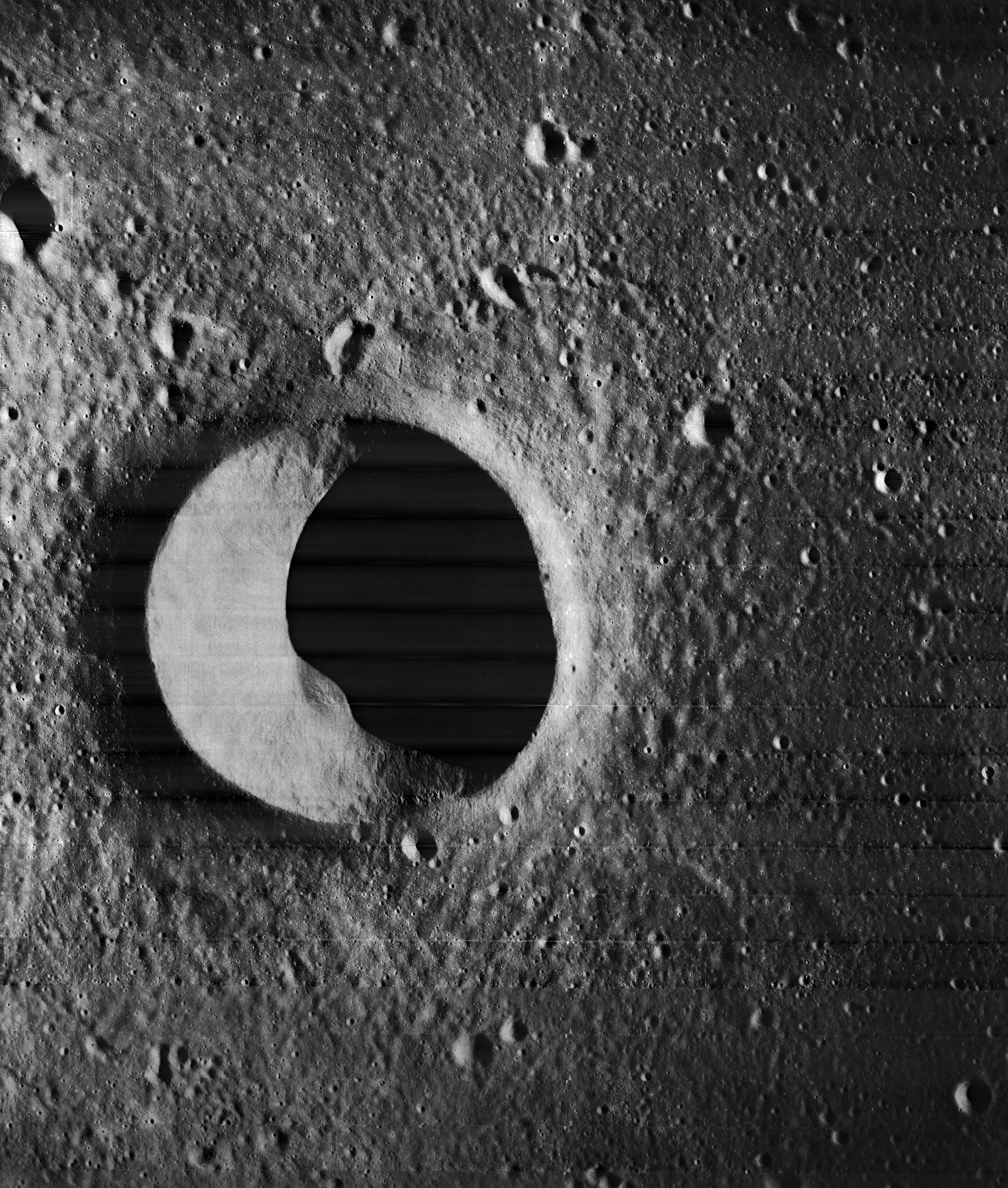
Gambart C. Imagen Lunar Orbiter 2
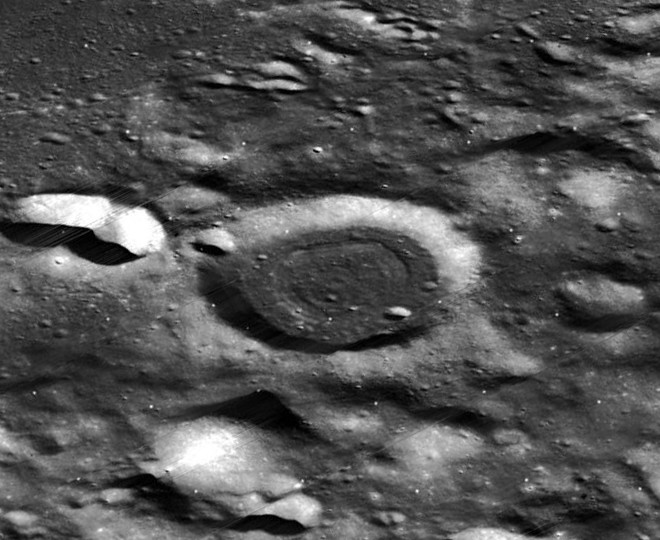
Gambart J. Imagen Lunar Orbiter 3